# Xhevdet Bajraj
Xhevdet Bajraj (Kosovo, Yugoslavia, 6 de marzo de 1960-Ciudad de México, 22 de junio de 2022) fue un poeta de origen kosovar, nacionalizado mexicano. 

## Biografía
Radicó en México gracias al Parlamento Internacional de Escritores que le ofreció refugio en Francia, Italia o México después de las acciones de limpieza étnica realizadas por el expresidente Slobodan Milošević. Vivió en la Ciudad de México con su esposa (que es doctora) y sus dos hijos; fue profesor-investigador en la Universidad Autónoma de la Ciudad de México. Murió en la Ciudad de México el 22 de junio de 2022.

## Publicaciones
- El tamaño del dolor (2005)
- Ruego albanés (2000)

## Filmografía
- Aro Tolbukhin, en la mente del asesino (2002)